# José Santos Arias
José Santos Arias González  (Nacimiento, Chile, 22 de enero de 1928-Santiago, Chile, 4 de septiembre de 2012) fue un futbolista chileno. Jugó de centrodelantero y volante ofensivo, vistiendo en su carrera las camisetas de los dos clubes más populares de Chile: Colo-Colo y Universidad de Chile. Destacó como Director Técnico dedicado a la formación futbolística en las divisiones menores, como tal fue nominado como DT del seleccionado nacional juvenil.

## Trayectoria
Sus comienzos fueron en Angol, donde destacó en el club Deportivo Liceo y posteriormente en el seleccionado de la Escuela Normal de Victoria, desde cuyo equipo lo contrató Colo-Colo.
Después de tres años en el equipo albo, fue contratado por el Club Universidad de Chile, equipo en el cual se mantuvo por dos años para posteriormente jugar en Green Cross.
En 1958 se titula de entrenador, en el primer curso que dictó don Fernando Riera. Como DT se desempeñó principalmente en el trabajo en las divisiones inferiores de diversos clubes, entre ellos Club Social y Deportivo Colo-Colo, Deportes La Serena, Club Deportivo de Filanbanco de Ecuador.  También incursionó dirigiendo primeros equipos, entre ellos Rangers en 1968 y Audax Italiano en 1971.

## Clubes

### Como jugador
| Club                 | País  | Año       |
| -------------------- | ----- | --------- |
| Colo-Colo            | Chile | 1950-1952 |
| Universidad de Chile | Chile | 1953-1954 |
| Green Cross          | Chile | 1955      |

### Como entrenador
| Club                           | País  | Año       |
| ------------------------------ | ----- | --------- |
| San Bernardo Central           | Chile | 1962      |
| Universidad Técnica del Estado | Chile | 1965      |
| Selección sub-20 de Chile      | Chile | 1967      |
| Rangers                        | Chile | 1968      |
| Audax Italiano                 | Chile | 1971      |
| Selección sub-20 de Chile      | Chile | 1973-1974 |
| Colo-Colo                      | Chile | 1974      |
| Santiago Morning               | Chile | 1978-1979 |
| Soinca Bata                    | Chile | 1984-1985 |
| Deportes La Serena             | Chile | 1990-1991 |